# Tlokwe
Tlokwe (do 2007 roku Potchefstroom) – gmina w Południowej Afryce, w Prowincji Północno-Zachodniej, w dystrykcie Dr Kenneth Kaunda. Siedzibą administracyjną gminy jest Potchefstroom.